# Henry Liddell
Henry George Liddell, född 6 februari 1811 i Bishop Auckland, County Durham, död 18 januari 1898 i Ascot, Berkshire, var en brittisk språkvetare.
Liddell utarbetade, tillsammans med filologen Robert Scott (1811–1887), på grundvalen av Passows ordbok ett grekisk-engelskt lexikon 1843, vilket utgivits i flera upplagor och intar en rangplats på sitt område. 
Liddell författade vidare History of Ancient Rome (1855). Som präst och lärare i Oxford spelade han en betydande roll. Det har hävdats att hans dotter Alice Liddell var inspirationen till Alice i Lewis Carrolls Alice i Underlandet.